# Taxithelium borneense
Taxithelium borneense är en bladmossart som beskrevs av Brotherus 1928. Taxithelium borneense ingår i släktet Taxithelium och familjen Sematophyllaceae. Inga underarter finns listade i Catalogue of Life.